# Opatija

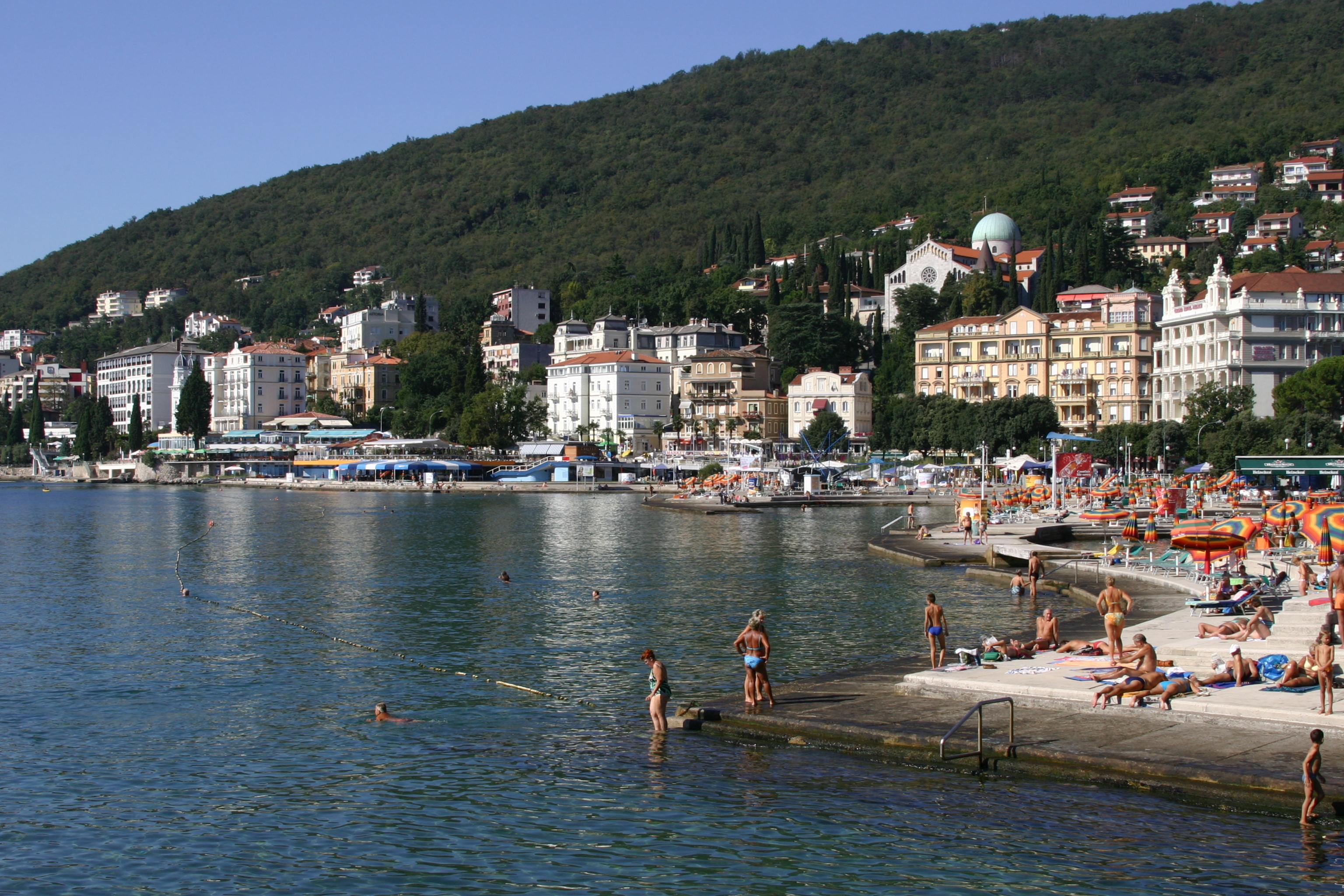

Opatija (em italiano Abbazia) é uma cidade turística da Croácia, situada a oeste de  Rijeka, na Ístria, ao fundo da baia de Kvarner, na base do monte Ucka. 
A cidade está situada a 110 km de Trieste (Itália), 200 km de Zagreb e 250 km de Veneza (Itália).
Em Opatija encontramos o Lungomare, um caminho de passeio, localizado junto ao mar, de Preluka a Lovran numa distância de aproximadamente 12 kilómetros.
Foi declarada estância balnear em 1889. 
É uma cidade elegante, bonita e com história. Com uma longa tradição turística, que remonta a meados do século XIX, é a estância turística do Adriático por excelência. É em Opatija que se encontra o primeiro hotel da costa adriática: o então Hotel Quarnero e atual Hotel Kvarner, construído em 1884. Basta um passeio pela cidade para reconhecer o seu magnífico passado.

## Atrações turísticas
Villa Angiolina, Igreja de São Jacob, o Open Air Summer Theater, a Foutain Helios and Selena e o Passeio de Fama. 